# 埃隆·马斯克致敬手势争议
在2025年1月20日，商人及政治人物埃隆·马斯克在庆祝美国总统唐纳德·特朗普第二次就职的活动中发表讲话时，曾两次做出被部分人士解读为纳粹或法西斯罗马式敬礼的手势。
马斯克在其社交媒体平台X（前称推特）上对有关他同情纳粹的指控进行了反驳，认为这些指控被政治化，并将其形容为“令人厌倦的”攻击。反诽谤联盟为马斯克的行为辩护，认为此举并未产生任何实质性影响，然而还有其他一些犹太组织对此表示谴责。多个欧洲政党呼吁禁止马斯克入境，而一些新纳粹主义和白人至上主义团体则举行了相关庆祝活动。